# Zelenîi Hai, Krîvîi Rih
Zelenîi Hai (în ucraineană Зелений Гай) este un sat în comuna Kirovka din raionul Krîvîi Rih, regiunea Dnipropetrovsk, Ucraina.

## Demografie
Componența lingvistică a localității Zelenîi Hai
     Ucraineană (87,82%)
     Rusă (7,98%)
     Belarusă (3,15%)
     Română (1,05%)
Conform recensământului din 2001, majoritatea populației localității Zelenîi Hai era vorbitoare de ucraineană (87,82%), existând în minoritate și vorbitori de rusă (7,98%), belarusă (3,15%) și română (1,05%).